# Bammental
Bammental là một xã ở Rhein-Neckar Kreis trong bang Baden-Württemberg, Đức.
Bammental có cự ly khoảng 9 km về phía đông nam Heidelberg và 13 km về phía đông bắc Sinsheim trong thung lũng Elsenz, giữa Mauer và Neckargemünd.

## Đô thị giáp ranh=
- Neckargemünd
- Gauangelloch
- Wiesenbach (Baden)
- Mauer (Baden)
- Gaiberg